# Alyssum homalocarpum
Alyssum homalocarpum là một loài thực vật có hoa trong họ Cải. Loài này được (Fisch. & C.A.Mey.) Boiss. mô tả khoa học đầu tiên năm 1867.